# 춘천 나들목
춘천 나들목(Chuncheon IC)은 강원특별자치도 춘천시 동내면 사암리와 신촌리에 걸쳐 설치된 중앙고속도로의 37번 교차로이다. 나들목 진출입로는 동내면 고은리와 접하고 있으며, 동내면, 춘천시내로 진출할 수 있다. 국도 제5호선과 국도 제46호선이 만나는데 진출로가 2개이고, 처음에는 국도 제46호선 (양구, 인제 방향), 이어서 국도 제46호선 (서울, 가평 방향)과 만난다. 중앙고속도로의 종점은 이 나들목에서 춘천방향으로 1.09 km 떨어진 지점(춘천시내 방면, 국도 제5호선 합류)에 있다.

## 연혁
- 1992년 6월 9일 : 나들목 건설을 위해 강원도 춘성군 동내면 사암리 ~ 신촌리 800m 구간 도로구역 변경[1]
- 1995년 8월 29일 : 중앙고속도로 홍천 ~ 춘천 구간 개통과 함께 영업 개시[2]

## 구조물 정보
- 위치: 강원특별자치도 춘천시 동내면 사암리, 신촌리

## 접속하는 도로
- 국도 제46호선 (순환대로(구 잼버리길 또는 잼버리도로))
- 간접 연결 : 국도 제5호선 (영서로, 학곡사거리 이용)

## 춘천 요금소
춘천 요금소(春川料金所, Chuncheon TG)는 강원특별자치도 춘천시 동내면 고은길 88에 위치한 중앙고속도로 본선 상의 요금소이다. 춘천 나들목에서 동쪽으로 약 900m 떨어진 곳에 있다.
본래 요금소는 춘천시 동산면 조양리에 위치했으나 서울양양고속도로가 건설되면서 서로 접속되는 춘천 분기점이 이 요금소보다 북쪽에 위치하는 곳에 설치되면서 요금소 이전을 추진, 2009년 6월 18일에 기존 요금소에서 북쪽으로 13.2 km 떨어진 동내면 고은리로 이전했다.
2021년 9월 14일 다차로 하이패스가 개통하면서 영업을 재개하였다.

### 연혁
- 2008년 5월 19일 : 2009년까지 요금소 이전 공사를 위해 강원도 춘천시 동내면 고은리 ~ 사암리 400m 구간 도로구역 변경[5]
- 2009년 6월 18일 : 기존 요금소에서 북쪽으로 13.2 km 떨어진 동내면 고은리로 이전
- 2021년 9월 14일 : 다차로 하이패스 개통과 함께 영업 재개.

### 춘천 방향(상행선)
- 하이패스 전용 진출차로 : 1차로
- 일반 진출차로 : 2,3,4차로

### 부산 방향(하행선)
- 하이패스 전용 진출차로 : 1차로
- 일반 진입차로 : 2,3차로

## 교통량 정보
춘천 요금소 기준이다.
| 요금소        | 통행량 (대/일) | 통행량 (대/일)  | 통행량 (대/일)  | 통행량 (대/일)  | 통행량 (대/일)  | 통행량 (대/일)  | 통행량 (대/일)  | 통행량 (대/일)  | 통행량 (대/일)  | 통행량 (대/일)  | 각주  |
| 요금소        | 2001년         | 2002년          | 2003년          | 2004년          | 2005년          | 2006년          | 2007년          | 2008년          | 2009년          | 2010년          | 각주  |
| ------------- | -------------- | --------------- | --------------- | --------------- | --------------- | --------------- | --------------- | --------------- | --------------- | --------------- | ----- |
| 춘천 (폐쇄식) | 7,404          | 8,076           | 7,846           | 7,846           | 7,700           | 7,739           | 8,253           | 8,130           | 10,647          | 13,472          | [ 6 ] |
| 춘천 (개방식) | 11,936         | 폐쇄식으로 변경 | 폐쇄식으로 변경 | 폐쇄식으로 변경 | 폐쇄식으로 변경 | 폐쇄식으로 변경 | 폐쇄식으로 변경 | 폐쇄식으로 변경 | 폐쇄식으로 변경 | 폐쇄식으로 변경 | [ 6 ] |
| 요금소        | 2011년         | 2012년          | 2013년          | 2014년          | 2015년          | 2016년          | 2017년          | 2018년          | 2019년          |                 | [ 6 ] |
| 춘천 (폐쇄식) | 13,640         | 12,993          | 12,743          | 12,964          | 13,596          | 14,519          | 15,100          | 15,473          | 16,234          |                 | [ 6 ] |